# طحي
طحي، هي قرية من فئة (أ) تقع في محافظة القويعية، والتابعة لمنطقة الرياض في السعودية. وتبعد طحي عن محافظة القويعية بمسافة تقارب (76) كم.